# Cena Izvestijí 1996
Cena Izvestijí 1996 byl turnaj ze série Euro Hockey Tour. Hokejový turnaj byl odehrán od 16.12.1996 - do 21.12.1996 v Moskvě.

## Výsledky a tabulka
|    |         | SWE     | RUS   | FIN    | CZE   | CAN    | V | R | P | Skóre | B |
| 1. | Švédsko | Švédsko | 3:1   | 3:1    | 3:3   | 5:1    | 3 | 1 | 0 | 14:6  | 7 |
| 2. | Rusko   | 1:3     | Rusko | 3:1    | 3:1   | 6:0    | 3 | 0 | 1 | 13:5  | 6 |
| 3. | Finsko  | 1:3     | 1:3   | Finsko | 5:2   | 6:1    | 2 | 0 | 2 | 13:9  | 4 |
| 4. | Česko   | 3:3     | 1:3   | 2:5    | Česko | 3:1    | 1 | 1 | 2 | 9:12  | 3 |
| 5. | Kanada  | 1:5     | 0:6   | 1:6    | 1:3   | Kanada | 0 | 0 | 4 | 3:20  | 0 |

 Kanada -  Švédsko 1:5 (0:1, 1:2, 0:2)
16. prosince 1996 - Moskva

 Rusko -  Finsko 3:1 (2:1, 1:0, 0:0)
16. prosince 1996 - Moskva

 Finsko -  Kanada 6:1 (2:0, 3:0, 1:1)
17. prosince 1996 - Moskva

 Česko -  Rusko 1:3 (0:0, 1:0, 0:3)
17. prosince 1996 - Moskva

Branky  Česko: 34. David Výborný

Branky  Rusko: 49. Prokopjev, 53. a 60. Alexandr Koroljuk

Rozhodčí: Andersson (SWE) – Kozlov, Poljakov (RUS)

Vyloučení: 6:7 (1:0) + Veber na 10 min.

Diváků: 4 100
Česko: Prusek – Vykoukal, Burda, Veber, Kumstát, Škuta, Tesařík, Nedoma, Martínek – Zelenka, Lang, Výborný – Jantovský, Bělohlav, Dopita – Bednář, Šimíček, Beránek – Ton, Kučera, Meluzín.
Rusko: Michajlovskij – Fokin, Fedotov, Jachanov, Jerofejev, Krasotkin, Bautin, Kozyrev, Sobolev – Volkov, Barkov, Prokopjev – O. Bělov, Bucajev, Petrenko – Koroljuk, Jepančincev, Kuzněcov – Sarmatin, Čupin, Babenko.

 Švédsko -  Česko 3:3 (2:0, 1:2, 0:1)
18. prosince 1996 - Moskva

Branky  Švédsko: 9. Thuresson, 15. Hävelid, 22. Thuresson 

Branky  Česko: 27. a 35. Robert Lang, 49. Jiří Dopita

Rozhodčí: Bokarev – Šeljanin, Zacharov (RUS)

Vyloučení: 6:4 (0:2, 0:1)

Diváků: 1 100
Švédsko: Sandberg – Mertzig, P. Nilsson, Hävelid, H. Jönsson, Öhlund, K. Johnsson, Huokko – Falk, Eklund, Lindqvist – Svartvadet, Axelsson, Kjellberg – Thuresson, J. Jönsson, Sundblad – Öberg, Arvedsson, Lindblom – Nylander.
Česko: Prusek – Vykoukal, Burda, Veber, Kumstát, Škuta, Tesařík, Benýšek, Martínek – Zelenka, Lang, Výborný – Bělohlav, Dopita, Tomajko – Bednář, Šimíček, Beránek – Ton, Kučera, Meluzín.

 Švédsko -  Finsko 3:1 (0:0, 3:1, 0:0)
19. prosince 1996 - Moskva

 Kanada -  Rusko 0:6 (0:2, 0:1, 0:3)
19. prosince 1996 - Moskva

 Česko -  Kanada 3:1 (1:0, 0:0, 2:1)
20. prosince 1996 - Moskva

Branky  Česko: 3. Robert Lang, 50. Jiří Vykoukal, 60. David Výborný

Branky  Kanada: 59. Young.

Rozhodčí: Bokarev – Šeljanin, Zacharov (RUS)

Vyloučení: 8:11 (1:0) + Dopita na 10 min.

Diváků: 600
Česko: Hnilička – Vykoukal, Burda, Škuta, Veber, Benýšek, Tesařík, Nedoma, Martínek – Zelenka, Lang, Výborný – Bělohlav, Dopita, Beránek – Jantovský, Šimíček, Tomajko – Ton, Kučera, Meluzín.
Kanada: Allison (59. Willis) – Stewart, Burman, Clark, Short, Simonton, Johnson, Pozzo – Young, Evason, Junker – Selmser, Duthie, Roy – Zajankala, Majic, Bess – Chartrand.

 Rusko -  Švédsko 1:3 (0:0, 0:2, 1:1)
21. prosince 1996 - Moskva

 Finsko -  Česko 5:2 (2:2, 2:0, 1:0)
21. prosince 1996 - Moskva

Branky  Finsko: 6. Varvio, 13. Alatalo, 28. Riihijärvi, 38. Jääskeläinen, 42. Rintanen 

Branky  Česko: 5. Jiří Zelenka, 10. Petr Ton

Rozhodčí: Vaisfeld – Budanov, Zacharov (RUS)

Vyloučení: 5:3 (0:1)

Diváků: 1 000
Finsko: Hurme – Virta, Kiprusoff, Ahola, Hämälainen, Immonen, Sormunen, Salo – Törmönen, Nieminen, Rintanen – Saarela, Riihijärvi, Varis – Varvio, Helminen, Lind – Alatalo, Miettinen, Jääskeläinen – Saarikoski.
Česko: Prusek (38. Hnilička) – Vykoukal, Burda, Veber, Kumstát, Škuta, Benýšek, Nedoma, Martínek – Zelenka, Lang, Výborný – Bělohlav, Dopita, Beránek – Bednář, Šimíček, Meluzín – Ton, Kučera, Tomajko.

## Statistiky

### Nejlepší hráči
| Pozice  | Hráč               |
| ------- | ------------------ |
| Brankář | Maxim Michajlovský |
| Obránce | Marko Kiprusoff    |
| Útočník | Patrik Kjellberg   |

### Kanadské bodování
| Poř. | Kanadské bodování | Branky | Přihrávky | Body |
| ---- | ----------------- | ------ | --------- | ---- |
| 1.   | Alexandr Koroljuk | 4      | 2         | 6    |